# Sobhuza I de Suazilandia
Sobhuza I o Ngwane IV (Suazilandia, 1795 - Suazilandia, 1836) fue el jefe supremo de Suazilandia desde 1815 hasta 1836.
Era hijo de Ndvungunye, y de la Reina Lojiba Simelane, que fue la regente durante el periodo de 1836 a 1840.
Ngwane IV tuvo tres esposas, la primera de las cuales, Tsandzile laZidze, fue la madre de Mswati II y de Mzamose Dlamini.  
Murió en 1836.
| Predecesor: Reina Mndzebele (reina regente) | Rey de Suazilandia 1815-1836 | Sucesor: Reina Lojiba Simelane (reina regente) |

- Datos: Q553051